# きょくとう
株式会社きょくとう（英: Kyokuto Co.,Ltd.）は、福岡県福岡市博多区に本社を置く、クリーニング店「きょくとう」を運営する企業である。

## 概要
店舗は九州のほか、関東・関西・中国にもある。2020年2月29日現在、営業所数は601店、工場数は30工場、プラント21箇所。

## 沿革
- 1964年6月 - 福岡市で創業
- 2002年4月 - JASDAQに上場